# Wakefield (Michigan)
Wakefield é uma cidade localizada no estado americano de Michigan, no Condado de Gogebic.

## Demografia
Segundo o censo americano de 2000, a sua população era de 2085 habitantes.
Em 2006, foi estimada uma população de 1910, um decréscimo de 175 (-8.4%).

## Geografia
De acordo com o United States Census Bureau tem uma área de
22,0 km², dos quais 20,6 km² cobertos por terra e 1,4 km² cobertos por água. Wakefield localiza-se a aproximadamente 468 m acima do nível do mar.

## Localidades na vizinhança
O diagrama seguinte representa as localidades num raio de 36 km ao redor de Wakefield.